# Anabate de Boissonneau
Pour les articles homonymes, voir Boissonneau.
Pseudocolaptes boissonneautii
Espèce
Synonymes
- Anabates boissonneauii Lafresnaye, 1840[1]
- Anabates boissonneautii (misspelling)[1]
- Pseudocolaptes boissonneauii (Lafresnaye, 1840)[1]
- Pseudocolaptes boissonneautii (Lafresnaye, 1840)[1]

Statut de conservation UICN

 LC  : Préoccupation mineure
L'Anabate de Boissonneau (Pseudocolaptes boissonneautii) est une espèce d'oiseaux de la famille des Furnariidae. Cet oiseau peuple la partie nord de la cordillère des Andes.

## Systématique
L'espèce Pseudocolaptes boissonneautii a été décrite pour la première fois en 1840 par le collectionneur et ornithologue français Frédéric de Lafresnaye (1783-1861) sous le protonyme Anabates boissonneauii.

## Liste des sous-espèces
Selon la classification de référence du Congrès ornithologique international (version 12.1, 2022) :
- sous-espèce Pseudocolaptes boissonneautii striaticeps Hellmayr & Seilern, 1912
- sous-espèce Pseudocolaptes boissonneautii meridae Hartert, E & Goodson, 1917
- sous-espèce Pseudocolaptes boissonneautii boissonneautii (Lafresnaye, 1840)
- sous-espèce Pseudocolaptes boissonneautii oberholseri Cory, 1919
- sous-espèce Pseudocolaptes boissonneautii intermedianus Chapman, 1923
- sous-espèce Pseudocolaptes boissonneautii medianus Hellmayr, 1919
- sous-espèce Pseudocolaptes boissonneautii auritus (Tschudi, 1844)
- sous-espèce Pseudocolaptes boissonneautii carabayae Zimmer, JT, 1936

## Étymologie
Son épithète spécifique, boissonneautii, et son nom vernaculaire de Boissonneau, lui a été donnée en l'honneur de l'ornithologue français Auguste Boissonneau (1802-1883).